# Capesize

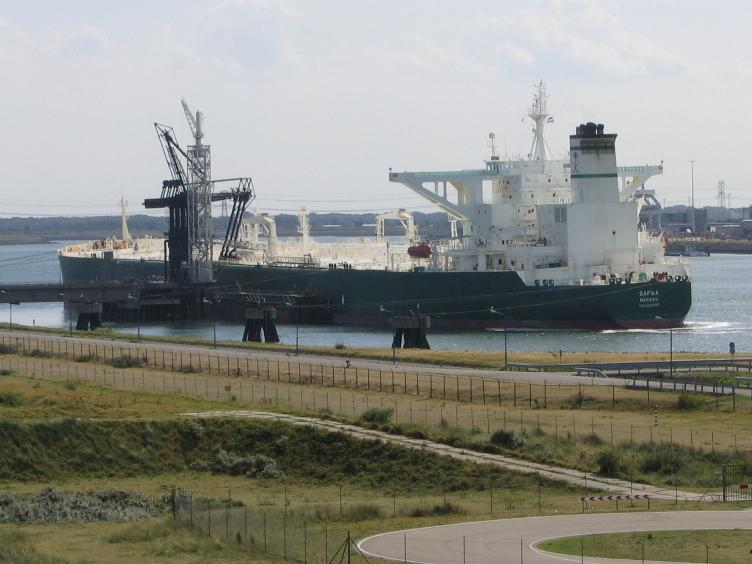
Un pétrolier Capesize à quai à Rotterdam.

Les navires de taille Capesize sont les navires trop gros pour passer par le canal de Suez ou le canal de Panama, donc dépassant les tailles Panamax et Suezmax. Ils doivent emprunter le cap de Bonne-Espérance pour contourner l'Afrique et le cap Horn pour contourner l'Amérique.
Étant donné les limites des deux canaux en question, la taille Capesize correspond à un tirant d'eau supérieur à 17,07 mètres, un tirant d'air supérieur à 68 mètres, ou une largeur de 70,1 mètres ; ces limites correspondent au canal de Suez, où l'absence d'écluses contraint moins les tailles maximales que sur le canal de Panama. Le déplacement typique d'un tel navire est supérieur à 150 000 tonnes.
Concrètement, le terme Capesize est plutôt employé pour les plus grands vraquiers, car pour les pétroliers il existe les tailles standard ULCC et VLCC pour un découpage plus fin.